# Body Harvest
Body Harvest — компьютерная игра в жанре приключенческого экшена, разработанная студией DMA Design и изданная компанией Gremlin Interactive для игровой системы Nintendo 64 в 1998 году. Изначально игра планировалась как стартовый проект для данной системы, однако выпуск был отложен из-за разногласий с первоначальным издателем — компанией Nintendo, которая выразила озабоченность тематикой игры. В результате Nintendo отказалась от издания проекта, что вынудило DMA Design искать нового издателя. Впоследствии права на игру приобрела компания Gremlin, которая выпустила её в Европе, тогда как в Северной Америке издателем выступила компания Midway Games.
В Body Harvest игрок управляет генетически модифицированным солдатом Адамом Дрейком, которому поручено расследовать и уничтожить инопланетную угрозу. Пришельцы возвращаются на Землю каждые 25 лет для «сбора урожая» — изъятия органического материала человеческой популяции. Обладая устройством для путешествий во времени, Дрейк отправляется в прошлое и сражается в пяти различных локациях на протяжении столетнего периода: в Греции времён Первой мировой войны, в Индонезии 1940-х годов во время Второй мировой войны, в США 1960-х годов, в России 1990-х годов и в недалёком будущем (2016 год). Игра имеет нелинейную структуру: в рамках игровых границ игрок может свободно перемещаться и выполнять различные действия.

## Сюжет
Согласно вступительному тексту игры, инопланетная сила проводила сбор человеческого населения Земли на протяжении 100-летнего периода. Каждые 25 лет пришельцы приземлялись и изолировали целые регионы энергетическими щитами, которые не позволяли никому покинуть зону или получить помощь извне. В течение одних суток пришельцы собирали население данного региона, после чего перемещались в другую область. Повторив эту процедуру несколько раз, они телепортировались обратно на свою родную планету — искусственно созданную комету, которая возвращалась на Землю ровно через 25 лет, завершив свою орбиту вокруг ближайших звёздных систем. Первой целью в 1916 году стала Греция, второй — южная Испания, третьей — восточная Канада, четвёртой — южный остров Японии. В 1941 году первой целью стал индонезийский остров Ява, в 1966 году — Соединённые Штаты, а в 1991 году — Сибирь. Для спасения всех будущих зон определённого временного периода игроку достаточно остановить пришельцев в первой атакуемой ими области.
Вступительная заставка демонстрирует орбитальную космическую станцию «Омега», где находятся последние выжившие представители человечества. Действие происходит в 2016 году, когда инопланетяне возвращаются, чтобы уничтожить оставшуюся часть человеческой расы. Пришельцы атакуют и проникают на станцию «Омега», преследуя главного героя Адама Дрейка по коридорам. Несмотря на то, что Адам уничтожает первых нападающих, в процессе он получает ранение. Готовясь подняться на борт «Альфы I» — машины времени, разработанной на станции «Омега», — Адам сталкивается с новой волной инопланетян, пытающихся прорваться в отсек посадки. На мониторах его коллега Дейзи Эрнандес призывает Адама войти в «Альфу I», не позволив пришельцам получить доступ к аппарату. Когда инопланетяне взламывают дверь, Адам прыгает через воздушный шлюз и стреляет в контрольную панель, что закрывает дверь и предотвращает дальнейшее преследование. При отлёте со станции на «Альфе I» их преследуют инопланетные истребители, но им удаётся открыть временной портал и скрыться.

## Игровой процесс
На каждом уровне Body Harvest задача игрока заключается в предотвращении истребления пришельцами населения защищённой щитом зоны. При исследовании карты игрок часто сталкивается с населёнными пунктами, где инопланетяне телепортируются для нападения и сбора гражданских лиц. Пришельцы регулярно перемещаются для атаки на игрока и могут появляться на суше, в воздухе или из воды. Игровой процесс в основном состоит из выполнения серии заданий. Многие из них довольно просты, например, достичь определённой области, однако другие более сложны и требуют тщательного обдумывания и мастерства. После выполнения задания игроку предлагается проверить карту для получения информации о следующей миссии.
В нижней части экрана расположен индикатор, отображающий количество погибших гражданских лиц. При превышении допустимого числа жертв, независимо от причины гибели (включая огонь по своим), пришельцы уничтожают регион и миссия считается проваленной. Как правило, целенаправленным истреблением гражданских занимаются только пришельцы-Сборщики, однако игроку необходимо соблюдать осторожность, чтобы не застрелить и не сбить гражданских в процессе их спасения. Игрок должен оперативно реагировать на волны Сборщиков, поскольку если пришельцы соберут 8 человек за одну волну, они создадут чрезвычайно опасное существо «Мутант», которое немедленно атакует игрока вне зависимости от его местоположения. В игре также присутствуют дополнительные миссии по спасению людей от пришельцев, и хотя их невыполнение не препятствует дальнейшему прохождению игры, оно приводит к значительным человеческим жертвам.
Конечной целью каждого уровня является уничтожение Генератора Щита для снятия силового поля, окружающего регион. Для выполнения этой задачи игроку необходимо сначала уничтожить несколько Инопланетных Процессоров, выступающих в роли промежуточных боссов. Уничтожение Инопланетного Процессора открывает доступ к следующей области и позволяет сохранить игровой прогресс. После уничтожения самого Генератора Щита игрок немедленно сталкивается с боссом данного уровня. После победы над боссом игрок перемещается вперёд во времени и переходит на следующий уровень.

## Разработка
Body Harvest была одной из 13 игр, продемонстрированных на презентации Nintendo 64 на выставке Shoshinkai 1995 года, хотя игра не была представлена в играбельной форме и описывалась журналистами как одна из наиболее незавершённых среди всех показанных проектов.
Команда разработчиков проявляла значительный энтузиазм относительно Nintendo 64 как платформы для разработки. Руководитель проекта Джон Уайт отмечал: «Консоль крайне удачно спроектирована, и мы даже не приблизились к раскрытию её потенциала. Это впечатляет. Графический чип — шедевр инженерии. В отличие от других систем, разработчикам не приходится сталкиваться с проблемами. Не нужно беспокоиться о клиппинге. Система просто обрабатывает его автоматически».
В отличие от предыдущего издателя DMA Design, компании Psygnosis, проявлявшей минимальный интерес к процессу разработки их игр, Nintendo регулярно требовала от команды разработчиков внесения существенных изменений в игровой процесс и визуальный стиль Body Harvest. Языковой барьер между японским издателем и британскими разработчиками усложнял реализацию этих изменений, поскольку разработчики иногда затруднялись понять требования Nintendo; Уайт приводил в пример сообщение, в котором Nintendo просила сделать графику «более материалистичной».

## Критика
| Сводный рейтинг    | Сводный рейтинг |
| Агрегатор          | Оценка          |
| ------------------ | --------------- |
| Metacritic         | 73/100          |
| Иноязычные издания |                 |
| Издание            | Оценка          |
| AllGame            | [ 8 ]           |
| Edge               | 8/10            |
| EGM                | 8.25/10         |
| Game Informer      | 7.75/10         |
| GameRevolution     | D+              |
| GameSpot           | 7/10            |
| IGN                | 8.4/10          |
| Next Generation    | [ 15 ]          |
| Nintendo Power     | 8.1/10          |

Игра получила «средние» оценки согласно агрегатору рецензий Metacritic.
Журнал Next Generation в своей рецензии присвоил игре четыре звезды из пяти, отметив, что Body Harvest не так изобретательна и отшлифована, как другая игра DMA Design — Space Station: Silicon Valley, но является тревожной и увлекательной игрой со множеством оригинальных и интересных особенностей.